# Cá lăng ki
Cá lăng ki (tên khoa học: Hemibagrus wyckii) là một loài cá lăng của họ Bagridae. Trong tiếng Anh, đôi khi nó được gọi là crystal eyed catfish (cá lăng mắt pha lê).

## Phân bố
Loài này có nguồn gốc châu Á, từ Thái Lan tới Indonesia. Nó cũng có trong lưu vực sông Mê Kông và sông Chao Phraya tại miền trung Đông Dương. Tại Indonesia, nó có trong lưu vực sông Batang Hari và sông Musi trên đảo Sumatra, sông Pahang tại Malaysia bán đảo, sông Citarum trên đảo Java và sông Baram, sông Rejang, sông Kapuas và sông Barito trên đảo Borneo.

## Bề ngoài và giải phẫu
H. wyckii có màu đen với một vài đốm trắng trên vây đuôi và vây lưng, và đôi mắt xanh da trời. Nó dài tới khoảng 71 cm (28 inch). Đầu vô cùng dẹp và rộng. Đuôi có màu xám sẫm. Gai vây lưng có 10-12 khía răng cưa trên rìa sau.
H. wyckii trông giống như H. wyckioides, tuy nhiên H. wyckioides thiếu khía răng cưa trên gai vây lưng, gốc vây lưng ngắn hơn và râu hàm trên ngắn hơn.

## Sinh thái
H. wyckii dường như chỉ hạn chế ở trung lưu các con sông lớn nơi nó sinh sống. Loài này ăn côn trùng, tôm và cá. Loài cá này hung dữ và có thể tấn công các con vật có kích thước tương đương; và từng có tuyên bố cho rằng nó là "loài cá nước ngọt duy nhất không sợ người".
Tại châu Á, nó được sử dụng ở dạng tươi sống làm thực phẩm. Hemibagrus wyckii được nuôi ở nhiều nước châu Á.
H. wyckii và Hemibagrus wyckioides là 2 loài của chi này được nhập khẩu vào Mỹ làm cá cảnh. Loài cá này có thể cắn và làm hư hại các vật có trong bể cảnh. Do bản chất hung hãn và săn mồi của nó, loài này chỉ nên được nuôi riêng lẻ một mình.